# West Tilbury
West Tilbury är en ort i distriktet Thurrock i grevskapet Essex i England. Orten är belägen 3 km från Tilbury. Parish hade 444 invånare år 1931. År 1936 blev den en del av den då nybildade Thurrock.